# Kasteel ter Elst
Kasteel ter Elst is een kasteel gelegen in de gemeente Duffel. Het is een van de oudste gebouwen in de provincie Antwerpen. Een ruïne is het enige wat nog van dit kasteel overgebleven is.

## Geschiedenis
Tot nu toe bekend, is de oudste verwijzing naar Kasteel ter Elst te vinden in een in de 12de eeuw geschreven bron. In die tijd was het kasteel eigendom van de gebroeders Hildincshusen. Van 1356 tot de Franse Revolutie in 1789 was het kasteel in bezit van de Abdij van Tongerlo en werd bewoond door de rentmeester. Ook werd het gebruikt als verblijfplaats voor mensen van adel. In 1584 brandde het kasteel af waarna het werd heropgebouwd. Een eeuw later, rond eind 16de eeuw was het een pastorie. Volgens 17e- en 18e-eeuwse tekeningen was Kasteel ter Elst een omvangrijk gebouw, omgeven door slotgrachten en tuinen. In 1799 werd het kasteel verkocht aan Louis Hermans die drie van de vier hoofdgebouwen van het complex liet slopen en het vleugelgedeelte met de torens liet restaureren. Steenbakkerij Ter Elst werd in de buurt van het kasteel opgericht in 1879 door C. Funcke. Tijdens de Eerste Wereldoorlog liep het kasteel zware schade op, en mede vanwege de concurrentie van de Kempische steenbakkerijen werd het kasteel een ruïne.